# Талліннський кінофестиваль «Темні ночі»
Талліннський кінофестиваль «Темні ночі» (ест. Pimedate Ööde filmifestival; PÖFF) — щорічний кінофестиваль, який проходить з 1997 року в естонському місті Таллінні наприкінці листопада. З травня 2006 року фестиваль — асоційований, з 2008 — повноправний член Міжнародної федерації кінопродюсерів (FIAPF). У 2014 році FIAPF сертифікувала міжнародну конкурсну програму Талліннського кінофестивалю до числа найважливіших 15 кінофестивалів світу..

## Програма
Кінофестиваль складається з основної програми, трьох повноцінних підфестивалів і кіноринку.
Основна програма — міжнародна конкурсна програма EurAsia і конкурсна програма дебютних повнометражних фільмів країн Балтії Tridens. Окрім огляду світового кіно та фільмів, які займали різні призові місця і кількох підфестивалів, PÖFF представляє програму з документальних фільмів, ретроспективу режисерів, студій і жанрів.
Крім основної конкурсної програми проводяться:
- Фестиваль студентських і короткометражних фільмів Sleepwalkers;
- Фестиваль анімаційних фільмів Animated Dreams;
- Фестиваль дитячих і молодіжних фільмів Just Film;
- Black Market Industry Screenings — ринок кінопродукції, основна мета якого познайомити з фільмами країн Балтії, Північних країн, Центральної і Східної Європи, Росії і Середньої Азії. Окрім цього проходить ярмарок авторських прав «Фільм з книги»;
- Ринок кінопродукції і ко-продукції Baltic Event, основна мета якого познайомити міжнародних фахівців кіно і телебачення з ігровими фільмами, які були створені в країнах Балтії і можливостями виробництва кінопродукції.

У 2015 році на 19-му Талліннському кінофестивалі «Темні ночі» вперше в його історії пройшов конкурс Tridens First Features, мета якого — пошук і представлення глядацькій аудиторії і журі нових талантів, для чого по всьому світу було відібрано 14 дебютних робіт.

## Журі кінофестивалю
Фільми кінофестивалю «Темні ночі» оцінює кілька міжнародних журі:
- Журі конкурсної програми
- Журі конкурсу дебютних фільмів країн Балтії і північних країн Tridens
- Журі Міжнародної федерації кінопреси (ФІПРЕССІ)
- Журі мережі по просуванню азійського кіно (NETPAC)
- Журі Міжнародної федерації кіноклубів (FICC)
- Екуменічне журі

## Нагороди
Переможець кінофестивалю «Темні ночі» нагороджується Гран-прі. 

Статуетку Бронзового вовка і грошові премії отримують переможці окремих номінацій і учасники, відмічені спеціальними призами.